# 松本卓
松本 卓（まつもと たかし、1984年5月14日 - ）は、東京都出身のバスケットボール選手である。ポジションはフォワード。

## 来歴
杜若高校を卒業後、愛知学泉大学に進学。
卒業後、アイシン・エィ・ダブリュ アレイオンズ安城に入団。

## 経歴
- 駒場小学校 - 前林中学校 - 杜若高校 - 愛知学泉大学 - アイシン・エィ・ダブリュ アレイオンズ安城